# 小林裕和 (生物学者)
小林 裕和（こばやし ひろかず、1954年12月 - ）は、日本の生物学者（植物分子遺伝学）、実業家。学位は農学博士（名古屋大学・1982年）。奈良先端科学技術大学院大学研究推進機構特任教授・研究推進部門部門長、株式会社グリーン・インサイト代表取締役（初代）、静岡県立大学名誉教授。
日本学術振興会海外特別研究員、名古屋大学アイソトープ総合センター助手、静岡県立大学大学院生活健康科学研究科教授、静岡県立大学大学院生活健康科学研究科研究科長、静岡県立大学大学院食品栄養環境科学研究院教授、静岡県立大学大学院食品栄養環境科学研究院研究院長（第2・4代）、静岡県立大学大学院薬食生命科学総合学府学府長（第2・4代）、静岡県立大学副学長などを歴任した。

## 概要
1954年生まれの日本の生物学者である。名古屋大学アイソトープ総合センターの助手を経て、静岡県立大学大学院生活健康科学研究科の助教授、および、教授を務め、静岡県立大学大学院食品栄養環境科学研究院で教授を務めた。植物分子遺伝学についての研究に従事しており、世界で初めて植物の光化学系の構築を制御するメカニズムを解明したことで知られている。また、静岡県立大学においては、大学院生活健康科学研究科研究科長、大学院食品栄養環境科学研究院研究院長、大学院薬食生命科学総合学府学府長、副学長といった要職を歴任した。定年退職後は、グリーン・インサイトを設立して代表取締役に就任するとともに、静岡県立大学の薬学部にて客員教授を兼任した。奈良先端科学技術大学院大学では研究推進機構の特任教授を務め、研究推進部門の部門長に就任した。

## 来歴

### 生い立ち
1954年12月、京都府天田郡上川口村にて生まれた。鳥取大学に進学し、農学部の農学科にて学んだ。西村正暘の門下となり、植物病理学について学んだ。1977年3月、鳥取大学を卒業した。その後、名古屋大学の大学院に進学し、農学研究科の農芸化学専攻にて学んだ。赤澤尭の門下となり、植物生化学について学んだ。1982年3月、名古屋大学にて大学院における博士課程を満了した。同年、名古屋大学より農学博士の学位を取得した。
同年4月、日本学術振興会の奨励研究員として、名古屋大学に赴いた。1983年2月からは、日本学術振興会の海外特別研究員として、ハーバード大学に赴いた。ハーバード大学では、ロレンス・ボゴラッドの研究室に在籍した。

### 研究者として
日本に帰国後、1984年9月に名古屋大学のアイソトープ総合センターにて助手に就任した。名古屋大学では、1991年まで同職を務めた。なお、それと並行して、1993年2月より、岡崎国立共同研究機構が設置する基礎生物学研究所にて、情報制御研究部門の客員助教授を兼任した。基礎生物学研究所では、1998年まで同職を兼任していた。そのほか、鳥取大学の講師を非常勤で務めたほか、地球環境産業技術研究機構の調査委員会の委員や、国際エネルギー機関の調査委員会の委員などを兼任した。
1991年4月、静岡県立大学に転じ、大学院の生活健康科学研究科にて助教授に就任した。生活健康科学研究科においては、主として食品栄養科学専攻の講義を担当した。また、静岡県立大学の食品栄養科学部においては、助教授を兼務した。食品栄養科学部では、植物（食糧）細胞工学研究室を受け持った。2003年4月、静岡県立大学の大学院にて、生活健康科学研究科の教授に昇任した。生活健康科学研究科においては、2005年から2006年にかけて食品栄養科学専攻の専攻長を務め、2006年から2011年にかけて研究科長を務めた。また、静岡県立大学の食品栄養科学部においても、教授を兼務した。食品栄養科学部では引き続き植物（食糧）細胞工学研究室を受け持ったが、2008年に植物機能開発研究室に改組されたため、以降は同研究室を受け持った。
2012年、静岡県立大学の大学院の一部に研究院・学府制が導入されることになり、生活健康科学研究科と薬学研究科が統合され、2研究院1学府に再編された。それにともない、新設された食品栄養環境科学研究院にて、教授に就任した。大学院においては、主として薬食生命科学総合学府の食品栄養科学専攻と薬食生命科学専攻の講義を担当することになった。なお、2011年より、生活健康科学研究科にて食品栄養科学専攻の専攻長を再度兼務していたが、2研究院1学府への再編にともない、2012年からは薬食生命科学総合学府にて食品栄養科学専攻の専攻長にそのまま就任することになり、2014年まで兼務した。また、2013年から2015年にかけては、食品栄養環境科学研究院の研究院長と、薬食生命科学総合学府の学府長の双方を兼務していた。2015年には、静岡県立大学の副学長に就任した。2017年から2019年にかけては、食品栄養環境科学研究院の研究院長と薬食生命科学総合学府の学府長の双方を再び兼務することになった。
2020年3月31日、定年により静岡県立大学の教授を退任した。これまでの功績により、同年4月に名誉教授の称号が授与されている。また、同年4月より静岡県立大学の客員教授となった。なお、静岡県立大学では、生活健康科学研究科を経て食品栄養環境科学研究院の教授を本務としつつ、食品栄養科学部の教授を永年にわたり兼務してきたが、客員教授としては薬学部に所属している。また、静岡県立大学の大学院においては、食品栄養環境科学研究院の附属茶学総合研究センターで客員研究員を務めた。
その後、奈良先端科学技術大学院大学にて研究推進機構の特任教授となり、2021年10月より研究推進部門の部門長を務めた。

### 実業家として
静岡県立大学を退職後、2020年8月にベンチャー企業である「グリーン・インサイト」を設立し、その代表取締役に就任した。

## 研究
主な研究分野は植物分子遺伝学である。21世紀COEプログラムに採用された「先導的健康長寿学術研究推進拠点」やグローバルCOEプログラムに採用された「健康長寿科学教育研究の戦略的新展開」にて、小林はCOE拠点委員を務めるとともに、植物に対する遺伝子操作の研究を担当している。遺伝子組換え技術や遺伝子工学に関連し、マスコミ等への露出も多い。研究上の恩師として、ロレンス・ボゴラッド、赤澤尭、西村正暘の3名を挙げている。

## 略歴
- 1954年 - 京都府天田郡上川口村にて誕生[5]。
- 1977年 - 鳥取大学農学部卒業[10]。
- 1982年 - 名古屋大学大学院農学研究科博士課程満了[10]。
- 1982年 - 日本学術振興会奨励研究員[12]。
- 1983年 - 日本学術振興会海外特別研究員[12]。
- 1984年 - 名古屋大学アイソトープ総合センター助手[1][12]。
- 1993年 - 基礎生物学研究所情報制御研究部門客員助教授[1][12]。
- 1991年 - 静岡県立大学大学院生活健康科学研究科助教授[1][12]。
- 1991年 - 静岡県立大学食品栄養科学部助教授[1]。
- 2003年 - 静岡県立大学大学院生活健康科学研究科教授[1][12]。
- 2003年 - 静岡県立大学食品栄養科学部教授[1]。
- 2005年 - 静岡県立大学大学院生活健康科学研究科食品栄養科学専攻専攻長[1]。
- 2006年 - 静岡県立大学大学院生活健康科学研究科研究科長[1]。
- 2011年 - 静岡県立大学大学院生活健康科学研究科食品栄養科学専攻専攻長[1]。
- 2012年 - 静岡県立大学大学院食品栄養環境科学研究院教授[1]。
- 2012年 - 静岡県立大学大学院薬食生命科学総合学府食品栄養科学専攻専攻長[1]。
- 2013年 - 静岡県立大学大学院食品栄養環境科学研究院研究院長[1]。
- 2013年 - 静岡県立大学大学院薬食生命科学総合学府学府長[1]。
- 2015年 - 静岡県立大学副学長[1]。
- 2017年 - 静岡県立大学大学院食品栄養環境科学研究院研究院長[8]。
- 2017年 - 静岡県立大学大学院薬食生命科学総合学府学府長[8]。
- 2020年 - 静岡県立大学定年退職[13]。
- 2020年 - 静岡県立大学薬学部客員教授[5]。
- 2020年 - 静岡県立大学大学院食品栄養環境科学研究院附属茶学総合研究センター客員研究員。
- 2020年 - 静岡県立大学名誉教授[8]。
- 2020年 - グリーン・インサイト代表取締役[5]。
- 2021年 - 奈良先端科学技術大学院大学研究推進機構特任教授。
- 2021年 - 奈良先端科学技術大学院大学研究推進機構研究推進部門部門長[8]。

## 著作

### 寄稿
- 小林裕和・池内昌彦稿「光合成」山田康之編『植物分子生物学』朝倉書店、1997年。ISBN 9784254175752
- 清水正則・吉本光希・小林裕和稿「葉緑体の転写調節――光合成機能発現制御機構」『蛋白質核酸酵素』45巻2号、共立出版、2000年。
- 後藤新悟・丹羽康夫・小林裕和稿「アクティベーションタギングと葉緑体機能発現」『蛋白質核酸酵素』50巻14号、共立出版、2005年。

### 註釈
1. ↑  京都府天田郡上川口村は、1955年に京都府福知山市に編入合併された。

## 関連人物
- 丹羽康夫
- 吉本光希